# Razionalizzazione (matematica)
In matematica, la razionalizzazione del denominatore di una frazione è un procedimento algebrico che consente di eliminare dal denominatore le espressioni irrazionali, ossia quelle contenenti radicali algebrici. Ciò viene ottenuto tramite la moltiplicazione del numeratore e del denominatore della frazione per un opportuno fattore. La razionalizzazione è utile, fra l'altro, per semplificare il calcolo numerico di tali espressioni.

## Casi frequenti

### Denominatore con un radicale quadratico
Si consideri una frazione della forma:
{\displaystyle {\frac {b}{\sqrt {a}}}}
In questo caso, certamente il più semplice, si riesce a razionalizzare il denominatore moltiplicando semplicemente numeratore e denominatore per {\displaystyle {\sqrt {a}}}:
{\displaystyle {\frac {b}{\sqrt {a}}}\cdot {\frac {\sqrt {a}}{\sqrt {a}}}={\frac {b{\sqrt {a}}}{a}}}

### Denominatore con un radicale qualsiasi
Nel caso più generale della forma:
{\displaystyle {\frac {b}{\sqrt[{n}]{a^{m}}}}}
con n > m, il fattore razionalizzante è {\displaystyle {\sqrt[{n}]{a^{n-m}}}}. Infatti:
{\displaystyle {\frac {b}{\sqrt[{n}]{a^{m}}}}\cdot {\frac {\sqrt[{n}]{a^{n-m}}}{\sqrt[{n}]{a^{n-m}}}}={\frac {b{\sqrt[{n}]{a^{n-m}}}}{\sqrt[{n}]{a^{n}}}}={\frac {b{\sqrt[{n}]{a^{n-m}}}}{a}}}

### Somma o differenza di due radicali quadratici
Le frazioni della forma normale:
{\displaystyle {\frac {c}{{\sqrt {a}}\pm {\sqrt {b}}}}}
ricordando il prodotto notevole {\displaystyle (a+b)(a-b)=a^{2}-b^{2}}, si razionalizzano come segue:
{\displaystyle {\frac {c\cdot ({\sqrt {a}}\mp {\sqrt {b}})}{({\sqrt {a}}\pm {\sqrt {b}})({\sqrt {a}}\mp {\sqrt {b}})}}={\frac {c\cdot ({\sqrt {a}}\mp {\sqrt {b}})}{a-b}}}
Lo stesso accorgimento funziona ovviamente anche quando nel denominatore vi sono somme come {\displaystyle a\pm {\sqrt {b}}} o somme di 3 o più radicali quadratici. Ad esempio:
{\displaystyle {\frac {1}{{\sqrt {2}}+{\sqrt {3}}-{\sqrt {5}}}}={\frac {{\sqrt {2}}+{\sqrt {3}}+{\sqrt {5}}}{({\sqrt {2}}+{\sqrt {3}})^{2}-({\sqrt {5}})^{2}}}={\frac {{\sqrt {2}}+{\sqrt {3}}+{\sqrt {5}}}{2{\sqrt {6}}}}={\frac {({\sqrt {2}}+{\sqrt {3}}+{\sqrt {5}}){\sqrt {6}}}{12}}}

### Somma o differenza di due radicali cubici
Le frazioni della forma:
{\displaystyle {\frac {c}{{\sqrt[{3}]{a}}\pm {\sqrt[{3}]{b}}}}}
si risolvono facilmente ricorrendo ai prodotti notevoli:
{\displaystyle (a\pm b)(a^{2}\mp ab+b^{2})=a^{3}\pm b^{3}}
Infatti:
{\displaystyle {\frac {c}{{\sqrt[{3}]{a}}\pm {\sqrt[{3}]{b}}}}={\frac {c({\sqrt[{3}]{a^{2}}}\mp {\sqrt[{3}]{ab}}+{\sqrt[{3}]{b^{2}}})}{({\sqrt[{3}]{a}}\pm {\sqrt[{3}]{b}})({\sqrt[{3}]{a^{2}}}\mp {\sqrt[{3}]{ab}}+{\sqrt[{3}]{b^{2}}})}}={\frac {c({\sqrt[{3}]{a^{2}}}\mp {\sqrt[{3}]{ab}}+{\sqrt[{3}]{b^{2}}})}{a\pm b}}}
Anche in questo caso, il procedimento funziona bene anche per denominatori della forma {\displaystyle a\pm {\sqrt[{3}]{b}}} o simili.

## Razionalizzazione del numeratore
Sebbene sia più frequente la necessità di razionalizzare il denominatore di una frazione (riconducendosi ad un'espressione equivalente con i radicali al numeratore), talvolta può essere utile applicare tecniche del tutto analoghe al numeratore. Per esempio, in analisi matematica, ciò consente di risolvere alcune forme indeterminate che possono comparire nel calcolo dei limiti. Ad esempio:
{\displaystyle \lim _{x\to 2^{+}}{\frac {{\sqrt {x+2}}-{\sqrt {2x}}}{\sqrt {x-2}}}}
Questo limite si presenta nella forma indeterminata {\displaystyle {\frac {0}{0}}}. In questo caso risulta conveniente razionalizzare il numeratore della frazione:
{\displaystyle \lim _{x\to 2^{+}}{\frac {{\sqrt {x+2}}-{\sqrt {2x}}}{\sqrt {x-2}}}=\lim _{x\to 2^{+}}{\frac {({\sqrt {x+2}}-{\sqrt {2x}})({\sqrt {x+2}}+{\sqrt {2x}})}{{\sqrt {x-2}}({\sqrt {x+2}}+{\sqrt {2x}})}}=\lim _{x\to 2^{+}}{\frac {-x+2}{{\sqrt {x-2}}({\sqrt {x+2}}+{\sqrt {2x}})}}}
A questo punto, osservando che {\displaystyle -x+2=-(x-2)=-({\sqrt {x-2}})^{2}}, il limite si può riscrivere come segue:
{\displaystyle \lim _{x\to 2^{+}}{\frac {-{\sqrt {x-2}}}{{\sqrt {x+2}}+{\sqrt {2x}}}}=0}
Si può notare come la razionalizzazione del numeratore abbia consentito di eliminare a denominatore il fattore {\displaystyle {\sqrt {x-2}}} che rendeva impossibile il calcolo immediato del limite.

## Applicazione ai numeri complessi
La razionalizzazione si effettua anche per determinare il reciproco di un numero complesso e, di conseguenza, per effettuare la divisione. Infatti, dato un numero complesso {\displaystyle z=a+ib}, si può determinare il reciproco moltiplicando il numeratore e il denominatore per il coniugato di {\displaystyle z}:
{\displaystyle {\frac {1}{z}}={\frac {1}{a+ib}}={\frac {a-ib}{(a+ib)(a-ib)}}={\frac {a-ib}{a^{2}+b^{2}}}={\frac {a}{a^{2}+b^{2}}}-i{\frac {b}{a^{2}+b^{2}}}}